# 6 Gwardyjska Dywizja Strzelecka (ZSRR)
6 Gwardyjska Dywizja Strzelecka (ros. 6-я гвардейская стрелковая дивизия) – związek taktyczny piechoty Armii Czerwonej.
6 Gwardyjska Dywizja Strzelecka (6 GDS) powstała w 1941 przez przemianowanie 120 Dywizji Strzeleckiej.  Jej szlak bojowy w składzie 27 Korpusu Strzeleckiego prowadził m.in. przez: Łagów, Kielce, Żary.
W okresie Polski Ludowej dowodzący 6 GDS płk  Georgij Iwanow otrzymał od władz Kielc odznakę Zasłużony dla Kielecczyzny ponieważ w trakcie operacji wiślańsko-odrzańskiej dowodził 6 Gwardyjską Dywizją Strzelecką która zdobyła Kielce, kończąc okupację niemiecką na tym terenie.

## Dowódcy dywizji
- gen. mjr Konstantin Pietrow (26.09.1941 — 31.01.1942)
- płk Filipp Czerokmanow (10.02.1942 — 27.06.1943)
- gen. mjr Dmitrij Onuprijenko (28.06.1943 — 16.08.1944)
- ppłk Madatyan Matewos (17.08.1944 — 02.09.1944)
- płk  Georgij Iwanow (03.09.1944 — 09.05.1945)

## Struktura organizacyjna
- 4 Gwardyjski Pułk Strzelecki
- 10 Gwardyjski Pułk Strzelecki
- 25 Gwardyjski Pułk Strzelecki
- 34 Gwardyjski Pułk Artylerii[4]